# الدوري الليبي الممتاز 1963-64
كأس الدوري الليبي 1963-64 هو النسخة الأولى من مواسم كربنغاة القدم الليبية أشرف على تنظيمه الإتحاد الليبي لكرة القدم و فاز به نادي الأهلي الرياضي

## النظام العام
البطولة كانت مقسمة على ثلاث مجموعات جغرافية حسب المحافظات فكان :
- نادي الأهلي بنغازي بطلا للمحافظات الشرقية .

- النادي الأهلي طرابلس بطلا للمحافظات الغربية .

- نادي الهلال سبها بطلا للمحافظات الجنوبية .

و اعتذر نادي الهلال سبها عن المشاركة في البطولة نظرا لضعف الإمكانيات المادية له و عدم مقدرته على التنقل بين المدن الثلاث ( طرابلس - سبها - بنغازي )
و بذلك انحصر التنافس بين بطلي المحافظات الشرقية و المحافظات الغربية

## اللقاء الفاصل
- الجمعة 23 أكتوبر 1964 الأهلي بنغازي 0-1 الأهلي طرابلس ( لعبت المباراة في مدينة بنغازي ) سجل الهدف المحترف الإنجليزي هيوز ويكنز
- الجمعة 4 ديسمبر 1964 الأهلي طرابلس 1-0 الأهلي بنغازي ( لعبت المباراة في مدينة طرابلس ) سجل الهدف المحترف الإنجليزي هيوز ويكنز